# Association amicale de la jeunesse blésoise
L'Association amicale de la jeunesse blésoise, conosciuto anche come AAJ Blois, è una società polisportiva francese di Blois, fondata nel 1912. La sezione più importante fu quella dedicata al calcio, attiva dal 1916 al 1999.

## Storia
La società fu fondata nel 1912 a Blois, sottostante la legge sulla libertà di associazione del 1901, riconosciuta di pubblica utilità con il decreto del 19 gennaio 1913, pubblicato sulla Gazzetta ufficiale del 30 ottobre 1912.
La sezione calcistica è stata quella che ha più riscosso successo, soprattutto negli anni '70 del XX secolo.
Nel 1966 viene aperta la sezione nuoto, che può annoverare la campionessa mondiale Roxana Maracineanu tra le sue ex atlete.
Nel 1994 è stata fondata la sezione dedicata alla ginnastica ritmica.
Nell'ottobre 2012 ha festeggiato il centenario di attività.

## Sezione calcio

### Storia
La sezione calcio dell'AAJ Blois ha esordito nella serie cadetta francese nella stagione 1970-1971, ottenendo l'ottavo posto del Girone B, che sarà anche il miglior piazzamento ottenuto nelle nove stagioni disputate dal club nel torneo.
Dopo esser retrocesso nella stagione 1974-1975, l'AAJ Blois torna in cadetteria nella Division 2 1978-1979. La squadra del Centro-Valle della Loira rimarrà nella serie cadetta sino al 1982. 
Il 22 giugno 1999 si fonde con il Blois Union Sportive per dare origine al Blois Foot 41.